# افرای وویوآن
افرای وویوآن (نام علمی: Acer wuyuanense) نام یک گونه از سرده افرا است.